# Xanthomantis ornata
Xanthomantis ornata är en bönsyrseart som beskrevs av Max Beier 1931. Xanthomantis ornata ingår i släktet Xanthomantis och familjen Iridopterygidae. Inga underarter finns listade i Catalogue of Life.